# Vigilio de Trento
San Vigilio de Trento (Vigilius Tridentinus) (Roma, 355 - Val Rendena, 405) fue un eclesiástico romano, evangelizador de la valle del Adigio y tercer obispo de Trento que sufrió martirio en el consulado del general Estilicón. Es venerado como santo por diversas confesiones cristianas.

## Biografía
Era hijo de Majencia, y hermano de Claudiano y Magoriano, que también fueron canonizados. Con sus padres marchó de Roma a Trento, y estudió teología y filosofía en Atenas, donde conoció a Juan Crisóstomo. Fue otra vez a Roma y volvió a Trento hacia el 380, donde fue elegido obispo en 385, a instancia de los obispos Valeriano de Aquileia y Ambrosio de Milán.
Fue misionero y predicó a la región del Trentino y el valle del Adigio, hasta el lago de Garda, y fue construyendo numerosas iglesias. Envió a Val di Non y Val di Sole a los misioneros Sisinio, Martirio y Alejandro, que fueron martirizados el 29 de mayo de 397 en Sanzeno, y en honor de los cuales Vigilio escribió De Martyrio SS. Sisinnii, Martyrii et Alexandri, en dos cartas, una dirigida a Simpliciano, obispo de Milán, y otra a Juan, obispo de Constantinopla. También dirigió a Genadio un tratado titulado Gesta sui temporis apud barbaros martyrum. 
Mientras predicaba acompañado de algunos presbíteros, llegó a Val Rendena y celebró la misa; entonces lanzó al río Sarca una estatua del dios Saturno, lo que desató la ira de los paganos, que lo atacaron y lo mataron, según la leyenda, a palos. Algunos historiadores piensan que el martirio no es más que una leyenda piadosa.

## Veneración
Su cuerpo fue sepultado en la catedral de Trento, que él mismo había hecho edificar. El camino que siguió su cuerpo es el llamado Sentiero di San Vigilio o San Vili. 
Su fama se difundió por Italia y el successor de la càtedra episcopal, tituló la catedral trentina en su honor. Es uno de los patronos del  Trentino y el Alto Adigio, de los mineros y de la archidiócesis de Trento. 